# Maurice Watson
Maurice Watson jr., detto Mo (Filadelfia, 8 marzo 1993), è un cestista statunitense.

## Palmarès
- Coppa d'Olanda: 1

Leida: 2019